# Holy Nothing
Holy Nothing é uma banda portuguesa de música electrónica formada na cidade do Porto em 2013 por Pedro Rodrigues, Nelson Silva e Samuel Gonçalves .
Com dois álbuns e um EP editados, o trio mistura ritmos tropicais com sons industriais, sintetizadores e groove boxes na sua produção musical, gerando um electrónico não-convencional . 

## Biografia
O trio se conheceu na cidade do Porto, entretanto no início da banda os integrantes estavam em locais distintos do mundo: Nelson Silva estava no Porto, Pedro Rodrigues na Holanda e Samuel Gonçalves no Chile, tendo sido feito o trabalho musical inicial através do computador . Em 2013, lançaram os primeiros singles do projeto: "Given Up" e "Nothing is Fun", que precederam o lançamento do seu primeiro EP "Boundaries" (2014), fruto das maquetes musicais produzidas no período em que estavam separados .
No ano de 2015, a banda estreia com o primeiro LP: "Hypertext", editado pela portuense Turbina e pela CulturaFNAC. O álbum, aclamado pela crítica, foi responsável por colocar os Holy Nothing no cartaz de grandes festivais em todo o mundo, como o SXSW, em  Austin (EUA) (2016) , Eurosonic, na Holanda (2017), Waves Vienna, na Áustria  e o Iceland Airwaves, em  Reikjavik, capital da Islândia, ambos em 2018. Para além destes, a banda também já tocou em importantes palcos nacionais, como no NOS Primavera Sound, Vodafone Paredes de Coura, Vodafone Mexefest, Bons Sons, PartySleepRepeat, Cais à Noite e Jameson Urban Routes. 
As performances ao vivo da banda são enriquecidas com as artes visuais e o jogo de luz dos artistas portugueses Bruno Albuquerque, João Pessegueiro e Rui Monteiro . Para o ano de 2019, planejam o lançamento de seu segundo LP "Plural Real Animal", um álbum marcado pela colaboração com vários artistas internacionais e nacionais, tais como BaianaSystem e Moullinex..

## Integrantes
- Pedro Rodrigues: voz e groovebox
- Samuel Gonçalves: baixo e drum pad
- Nelson Silva: sintetizadores e drum pad

## Discografia

##### EP
- Boundaries (2014)

##### LPs
- Hypertext (2015)
- Plural Real Animal (2019)

##### Singles
- "Given Up" (2013)
- "Nothing is Fun" (2013)
- "Speed of Sound" (2017)
- "Home" (com Muhaisnah Four) (2017)
- "Underdog" (2018)

##### Videoclipes
- "Nothing is Fun" (2013) - Realizador: Bruno Albuquerque [15]
- "Zebra" (2014) - Realizadores: Eduardo Silva & Tânia Gomes [16]
- "Cumbia" (2014) - Realizadores: Rui Monteiro & Pedro Nascimento [17]
- "Mind" (2015) - Realizador: Vasco Mendes [18]
- "Rely On" (2015) - Realizador: Joaquin Mora [19]
- "Dusk" (2016) - Realizadora: Margarida Sá Coutinho [20]
- "Speed of Sound" (2017) - Realizador: Aviv Maaravi [21]
- "Home" (com Muhaisnah Four) (2017) - Realizadora: Leonor Alexandrino [22]
- "Underdog" (2018) - Realizador: Luís Sobreiro [23]